# Peter Blok (jurist)
Peter Hendrik Blok (Veldhoven, 2 september 1973) is een Nederlands jurist gespecialiseerd in het intellectuele eigendomsrecht. Blok is raadsheer bij het Gerechtshof Den Haag en hoogleraar aan de Universiteit Utrecht.
Blok studeerde rechten en filosofie aan de Universiteit Leiden. Tijdens zijn studie werd hij lid van Mordenate College, de studievereniging voor excellente rechtenstudenten opgericht door Hein Schermers. Na zijn studie werd hij advocaat te Rotterdam en te Den Haag. Op 18 oktober 2002 promoveerde Blok aan de Tilburg University op het proefschrift Het recht op privacy: een onderzoek naar de betekenis van het begrip 'privacy' in het Nederlandse en Amerikaanse recht; promotor was Corien Prins, copromotor Anton Vedder. Voor zijn promotieonderzoek bracht hij ook enige tijd door aan de Universiteit van Georgetown in Washington D.C.. Het proefschrift werd later dat jaar ook uitgegeven door Boom Juridische uitgevers.
In 2008 verliet Blok de advocatuur om rechter te worden bij de Rechtbank Den Haag, sectie intellectuele eigendom. Met ingang van 2013 werd hij daar senior rechter. Per 1 september 2015 werd hij benoemd tot raadsheer bij het Gerechtshof Den Haag, team handel. Met ingang van 1 november 2016 is Blok tevens hoogleraar intellectuele eigendomsrecht, met als leeropdracht octrooirecht en privacy, aan de Universiteit Utrecht (0,2 fte). Hij hield zijn oratie, getiteld Echte rechten voor kunstmatige creaties. Moeten we octrooien blijven verlenen als slimme systemen het uitvindwerk overnemen?, op 26 januari 2018. Hij is tevens plaatsvervangend rechter bij het Benelux-Gerechtshof en bestuurslid van de Association internationale pour la Protection de la Propriété intellectuelle (AIPPI). In 2022 werd hij verkozen als lid van het Court of Appeal van het Unified Patent Court, samen met Rian Kalden (eveneens raadsheer bij het Hof Den Haag).